# ЦЕФЛ лига 2020.
ЦЕФЛ лига 2020. је петнаеста сезона ЦЕФЛ лиге. Ово је уједно и прва сезона у којој ће победник бити клупски првак Европе. ИФАФ је одлучио да споји учеснике ЦЕФЛ и ЕЦТЦ лиге и створи јединствено континентално такмичење. У овој сезони учествоваће 12 клубова, десет шампиона државе и два вицешампиона из укупно једанаест европских земаља.

## Систем такмичења
Такмичење почиње утакмицама у априлу 2020. године, а игра се по прилагођеном куп систему у две рунде. Прилагођавање система је последица великих удаљености између градова и држава учесница. Победници прве рунде, састаће се са већ распоређеним екипама у другој рунди, такође по географском систему (са најближим). Победници друге рунде иду у полуфинале, а након тога следи велико финале.

## Клубови
| Екипа                  | Место        | Држава     |
| ---------------------- | ------------ | ---------- |
| Сварко рејдерси Тирол  | Салцбург     | Аустрија   |
| Вајкингси Беч          | Беч          | Аустрија   |
| Бронкоси Каланда       | Ландкварт    | Швајцарска |
| Пантерси Вроцлав       | Вроцлав      | Пољска     |
| Блек пантерси Тонон    | Тонон Ле Бен | Француска  |
| Симени Милано          | Милано       | Италија    |
| Тауерси Копенхаген     | Копенхаген   | Данска     |
| Дракси Бадалона        | Бадалона     | Шпанија    |
| Мин машинси Стокхолм   | Стокхолм     | Шведска    |
| Вајлд борси Крагујевац | Крагујевац   | Србија     |
| Коч рамси Истанбул     | Истанбул     | Турска     |
| Спартанси Москва       | Москва       | Русија     |

## Такмичење

### Прва и друга рунда
| Датум           | Место        | Тим                    | Тим                | Резултат |
| --------------- | ------------ | ---------------------- | ------------------ | -------- |
| 11. април 2020. | Тонон Ле Бен | Блек пантерси Тонон    | Дракси Бадалона    | -:-      |
| 25. април 2020. | Милано       | Симени Милано          | Спартанси Москва   | -:-      |
| 25. април 2020. | Копенхаген   | Тауерси Копенхаген     | Мин машинси        | -:-      |
| 25. април 2020. | Крагујевац   | Вајлд борси Крагујевац | Коч рамси Истанбул | -:-      |

| Датум         | Место     | Тим              | Тим | Резултат |
| ------------- | --------- | ---------------- | --- | -------- |
| 9. мај 2020.  | Салцбург  | Сварко рејдерси  |     | -:-      |
| 9. мај 2020.  | Беч       | Вајкингси Беч    |     | -:-      |
| 9. мај 2020.  | Вроцлав   | Пантерси Вроцлав |     | -:-      |
| 10. мај 2020. | Ландкварт | Бронкоси Каланда |     | -:-      |